# Tommaso Porcelli
Tommaso Porcelli (Bari, 1916 – Daharboruk, 11 agosto 1940) è stato un militare italiano, decorato di medaglia d'oro al valor militare alla memoria nel corso della seconda guerra mondiale.

## Biografia
Nacque a Bari nel 1916, figlio di Oronzo e Chiara Cuscito. Dopo aver frequentato l'Istituto magistrale della sua città natale, all'età di diciannove anni fu ammesso a frequentare il corso allievi ufficiali di complemento presso il 39º Reggimento fanteria di stanza a Salerno, conseguendo la nomina ad aspirante nel maggio 1936. Mandato a prestare servizio presso il 97º Reggimento fanteria, fu promosso sottotenente nel settembre dello stesso anno e, trattenuto in servizio presso il Distretto Militare di Ascoli Piceno, fu trasferito al 225º Reggimento fanteria, venendo congedato nel maggio 1937. Richiamato in servizio attivo, fu trasferito a domanda in Libia nel settembre 1937, assegnato al LX Battaglione mitraglieri del XX Corpo d'armata libico. Fu poi trasferito in Africa Orientale Italiana, sbarcando a Massaua il 31 gennaio 1939, assegnato in servizio all'LXXXIII Battaglione coloniale del Comando Truppe Scioà. Dopo l'entrata in guerra del Regno d'Italia, prese parte alle operazioni belliche per l'occupazione del Somaliland. Cadde in combattimento a Daharboruk l'11 agosto 1940 e per il coraggio dimostrato in questo frangente fu insignito della medaglia d'oro al valor militare alla memoria e promosso postumo al grado di tenente.

### Fonti
1. 1 2 3 4 5 6 7  Combattenti Liberazione.
2. ↑  Gruppo Medaglie d'Oro al Valor Militare 1965, p. 423.
3. ↑   Tommaso Porcelli, su Quirinale.it. URL consultato il 30 giugno 2021.
4. ↑  Registrato alla Corte dei conti lì 9 settembre 1941, guerra, registro n.29, foglio n.121.